# Tulio Omar Pérez Rivera
Tulio Omar Pérez Rivera (Antigua Guatemala, Guatemala, 14 de septiembre de 1977) es un sacerdote, obispo y teólogo de Guatemala que se desempeña como obispo auxiliar de Santiago de Guatemala.

## Biografía

### Primeros años y formación
Monseñor Tulio Omar Pérez Rivera nació el 14 de septiembre de 1977 en la Antigua Guatemala. Realizó sus estudios primarios en el Colegio Monseñor Angélico Melotto de Chimaltenango y los secundarios en el Colegio de La Salle de Ciudad de Antigua Guatemala.

### Sacerdocio
Completó sus estudios filosóficos y teológicos en el Seminario Mayor Nuestra Señora del Camino de Sololá. Fue ordenado presbítero para la diócesis de Sololá-Chimaltenango el 19 de marzo de 2005 por Monseñor Raúl Antonio Martinez Paredes.
Entre sus cargos ministeriales fue Rector del Seminario Menor Señor San José de Sololá y formador del Seminario Mayor Nuestra Señora del Camino de la diócesis de Sololá-Chimaltenango (2005-2009). En la Pontificia Universidad de la Santa Cruz, obtuvo la Licenciatura en Teología Litúrgica (2009-2011). Fue párroco de la Parroquia de los Santos Mártires Inocentes Parramos de Chimaltenango y colaborador local en la Nunciatura Apostólica en Guatemala (2012-2019). También fue párroco de la parroquia de San Andrés de Itzapa en Chimaltenango (2019-2020); Administrador diocesano de Sololá-Chimaltenango (2020-2021) y Vicario General de la misma diócesis (2021-2022).

### Episcopado
Fue nombrado obispo auxiliar de la Arquidiócesis de Santiago de Guatemala el 27 de junio de 2022 otorgándole el título episcopal de Filaca, siendo ordenado el 21 de septiembre de 2022 en la Catedral Metropolitana de la Arquidiócesis presidida por Monseñor Gonzalo de Villa y Vásquez y como co-consagradores a Monseñor Francisco Montecillo Padilla y Monseñor Raúl Antonio Martinez Paredes.